# Roman Krasnovsky
Roman Krasnovsky (nacido en 1955) es un compositor israelí, profesor, pianista, organista, y Clavecinista.

## Educación e inicios profesionales
Krasnovsky nació en 1955 en Donetsk, URSS, en una familia judía. Su padre era un intérprete de orquesta.  A la edad de cinco años,  Krasnovsky empezó a tocar el piano. Adquirió una educación musical en las escuelas y conservatories en la Unión soviética. Estudió composición con el compositor Aram Khachaturian en el Conservatorio de Moscú después de graduarse del bachillerato.  Pese al deseo de Krasnovsky de ser un compositor, Khachaturian le aconsejó concentrarse en la interpretación. Krasnovsky hizo de solista con la Orquesta sinfónica de la Sociedad filarmónica de Donetsk. Después de estudiar en una facultad de música,  continuó sus estudios en la Academia de Artes en Járkov, Ucrania, hasta  1979.
Como estudiante,  tocó el piano, el clavicémbalo, y la celesta con la Orquesta sinfónica de la Sociedad filarmónica de Járkov. Durante este periodo, solía interpretar conciertos de  Rajmáninov y de Prokófiev, la Rapsodia en Azul de Gershwin y los seis conciertos para clavicémbalo y orquesta de cuerda de Johann Sebastian Bach. Durante este periodo,  interpretó la obra completa de Bach para clavicémbalo y acompañó solistas internacionales, como la violinista Viktoria Mullova.
Krasnovsky estudió órgano con Galina Kozlov en la Conservatory de la ciudad de Gorki (ahora Nizhni Nóvgorod) de 1986 a 1989.  Figuró en recitales de órgano por todas partes de la Ucrania y  de los  países Bálticos.  Para refinar su educación musical,  tomó lecciones de Leo Kremer de Speyer, Alemania, y otros. Su actividad principal durante este periodo era de organista, con la Orquesta sinfónica de la Sociedad filarmónica de Járkov. Aun así,  continuó sus actividades de pianista, harpsichordist y acompañó a otros.

## Carrera después de  emigrar a Israel
Krasnovsky emigró de Járkov a Israel en 1990 y ha vivido allí desde entonces en Carmiel en Galilea.  Inicialmente aceptó trabajo de madrugada en el tren de aseo del pueblo, meramente para sobrevivir; pero pronto viajaba a Jerusalén a enseñar órgano.  A los pocos años, ya interpretaba en grandes salas en Europa y en Asia sudoccidental.